# Мазер-де-Нест
Мазе́р-де-Нест (фр. Mazères-de-Neste, окс. Maseras de Nestés) — коммуна во Франции, находится в регионе Юг — Пиренеи. Департамент — Верхние Пиренеи. Входит в состав кантона Сен-Лоран-де-Нест. Округ коммуны — Баньер-де-Бигор.
Код INSEE коммуны — 65307.

## География

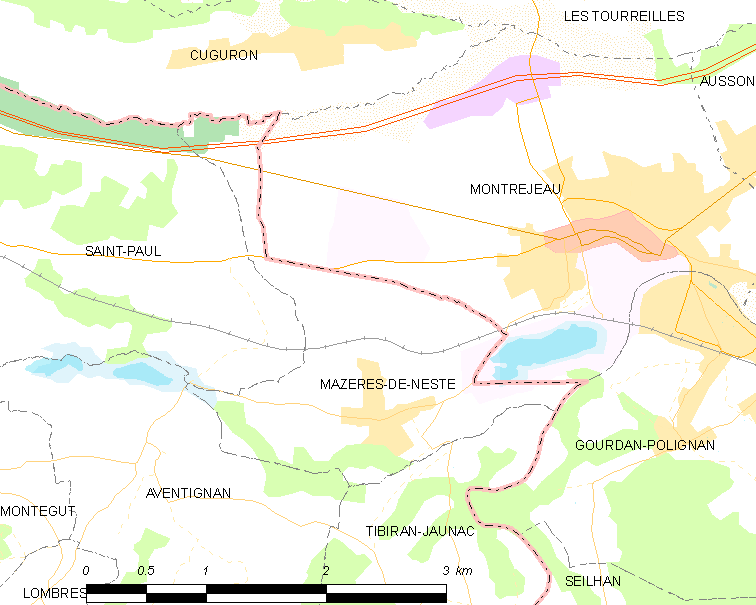
Карта коммуны

Коммуна расположена приблизительно в 660 км к югу от Парижа, в 95 км юго-западнее Тулузы, в 45 км к юго-востоку от Тарба.
По территории коммуны протекают реки Нест и Нистос.

## Климат
Климат умеренно-океанический с солнечной тёплой погодой и обильными осадками на протяжении практически всего года.

## Население
Население коммуны на 2010 год составляло 327 человек.
| 1962 | 1968 | 1975 | 1982 | 1990 | 1999 | 2010 |
| ---- | ---- | ---- | ---- | ---- | ---- | ---- |
| 337  | 393  | 381  | 322  | 311  | 290  | 327  |

## Администрация
| Период | Период | Фамилия     | Партия                  | Примечания |
| ------ | ------ | ----------- | ----------------------- | ---------- |
| 2001   | 2020   | Жоэль Бюэта | Социалистическая партия |            |

## Экономика
В 2010 году среди 187 человек трудоспособного возраста (15-64 лет) 120 были экономически активными, 67 — неактивными (показатель активности — 64,2 %, в 1999 году было 68,5 %). Из 120 активных жителей работали 110 человек (55 мужчин и 55 женщин), безработных было 10 (5 мужчин и 5 женщин). Среди 67 неактивных 10 человек были учениками или студентами, 37 — пенсионерами, 20 были неактивными по другим причинам.